# Mieczysław Wajnberg: String Quartet no. 7 + Piano Quintet
Mieczysław Wajnberg: String Quartet no. 7 + Piano Quintet – album muzyki poważnej z kompozycjami Mieczysława Weinberga ("VII Kwartet smyczkowy C-dur op. 56" i "Kwintet fortepianowy f-moll op. 18") w wykonaniu Kwartetu Śląskiego i Piotra Sałajczyka, wydany 13 lutego 2017 przez CD Accord (nr kat. ACD 239-2). To pierwsza z cyklu siedmiu płyt, które będą stopniowo wydawane aż do 2019 roku czyli setnej rocznicy urodzin wybitnego kompozytora. Płyta uzyskała dwie nominacje do Fryderyków 2018 w kategoriach Album Roku Muzyka Kameralna oraz Najwybitniejsze Nagranie Muzyki Polskiej - laur przypadł jej w tej pierwszej kategorii.

## Lista utworów
| String Quartet no. 7 + Piano Quintet – 2017 | String Quartet no. 7 + Piano Quintet – 2017                                 | String Quartet no. 7 + Piano Quintet – 2017 | String Quartet no. 7 + Piano Quintet – 2017 |
| Nr                                          | Tytuł utworu                                                                | Muzyka                                      | Długość                                     |
| ------------------------------------------- | --------------------------------------------------------------------------- | ------------------------------------------- | ------------------------------------------- |
| 1.                                          | „Adagio” (String Quartet No. 7 In C Major Op. 59 (1957))                    | Mieczysław Weinberg                         | 7:02                                        |
| 2.                                          | „Allegretto” (String Quartet No. 7 In C Major Op. 59 (1957))                | Mieczysław Weinberg                         | 5:56                                        |
| 3.                                          | „Adagio – Allegro – Adagio” (String Quartet No. 7 In C Major Op. 59 (1957)) | Mieczysław Weinberg                         | 11:57                                       |
| 4.                                          | „Moderato con moto” (Piano Quintet In F Minor Op. 18 (1944))                | Mieczysław Weinberg                         | 8:15                                        |
| 5.                                          | „Allegretto” (Piano Quintet In F Minor Op. 18 (1944))                       | Mieczysław Weinberg                         | 6:21                                        |
| 6.                                          | „Presto” (Piano Quintet In F Minor Op. 18 (1944))                           | Mieczysław Weinberg                         | 5:51                                        |
| 7.                                          | „Largo” (Piano Quintet In F Minor Op. 18 (1944))                            | Mieczysław Weinberg                         | 15:49                                       |
| 8.                                          | „Allegro agitato” (Piano Quintet In F Minor Op. 18 (1944))                  | Mieczysław Weinberg                         | 8:20                                        |
|                                             |                                                                             |                                             | 1:09:31                                     |